# Talara hoffmanni
Talara hoffmanni är en fjärilsart som beskrevs av Gottfried Christian Reich 1933. Talara hoffmanni ingår i släktet Talara och familjen björnspinnare. Inga underarter finns listade i Catalogue of Life.